# Römische Ruinen bei Coulounieix-Chamiers
Bei den Römischen Ruinen bei Coulounieix-Chamiers handelt es sich um die Reste einer römischen Anlage bei Coulounieix-Chamiers im Département Dordogne Frankreich. Es ist unsicher, welche Funktion sie hatte.
Die Reste der Anlage wurden 1886 bei Bauarbeiten entdeckt und zum Teil ausgegraben. Dabei kam ein etwa sechs Hektar großer Gebäudekomplex zu Tage, der in einem Bogen der Isle liegt. Soweit bekannt bestand die Anlage aus fünf Bauten. Im Süden stand ein etwa 88 Meter langes Haus mit einem Saal im Zentrum. Etwa 60 Meter nördlich davon standen zwei halbkreisförmige Strukturen, eine im Osten, die andere im Westen. Beide Strukturen haben einen Durchmesser von etwa 35 Meter und orientieren sich auf die Isle. Sie stehen etwa 120 Meter voneinander entfernt. Ganz im Norden befindet sich ein weiterer kleinerer Bau mit einem Saal, der wiederum zwei Apsiden hat. Im Osten von diesem Ensemble standen monumentale Thermen (90 × 60 m). Die Bauten waren einst reich ausgestattet. Es fanden sich Statuen, Reste von Stuckdekorationen, aber auch mit Muscheln eingelegte Mosaiken. Eine Inschrift datiert ins erste Jahrhundert. Der Großteil der Anlage dürfte ins vierte Jahrhundert datieren. Die Deutung der Anlage ist umstritten. Es könnte sich um eine Villa Rustica oder um ein Heiligtum handeln.
Die Reste der Anlage wurden 1957 bei Bauarbeiten zerstört.